# Seznam paulánských klášterů

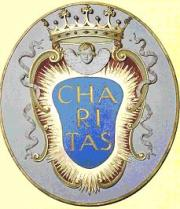
Znak řádu paulánů

Kláštery paulánů jsou kláštery katolického řádu paulánů -Nejmenších bratří sv. Františka z Pauly. 

## Paulánské kláštery
- 1454: Klášter Paola u Cosenzy (Itálie)
- 1480–1780 Paulanerkloster Vídeňské Nové Město (Dolní Rakousko)
- 1491–1550: paulánský klášter Přední Výtoň (Jižní Čechy)
- 1495–1530: paulánský klášter Kuglvajt (Jižní Čechy)
- 1497–1784: paulánský klášter Oberthalheim (Horní Rakousko)
- 1501–1785: paulánský klášter Nová Bystřice (Jižní Čechy)
- 1626 -1784: paulánský klášter v Brtnici (Jižní Morava)
- 1626–1784: Paulánský klášter ve Wiedenu u Vídně (Dolní Rakousko)
- 1627 / 29–1799: klášter paulánů v Mnichově (Bavorsko)
- 1633–1784, 1992 – dosud: paulánský klášter Vranov (Jižní Morava)
- 1643–1784: paulánský klášter Nová Paka (Severní Čechy)
- 1652–1803: klášter paulánů Amberg (Bavorsko)
- 1781–1784: paulánský klášter ve Šlapanicích (Jižní Morava)